# Hernando de Grijalva

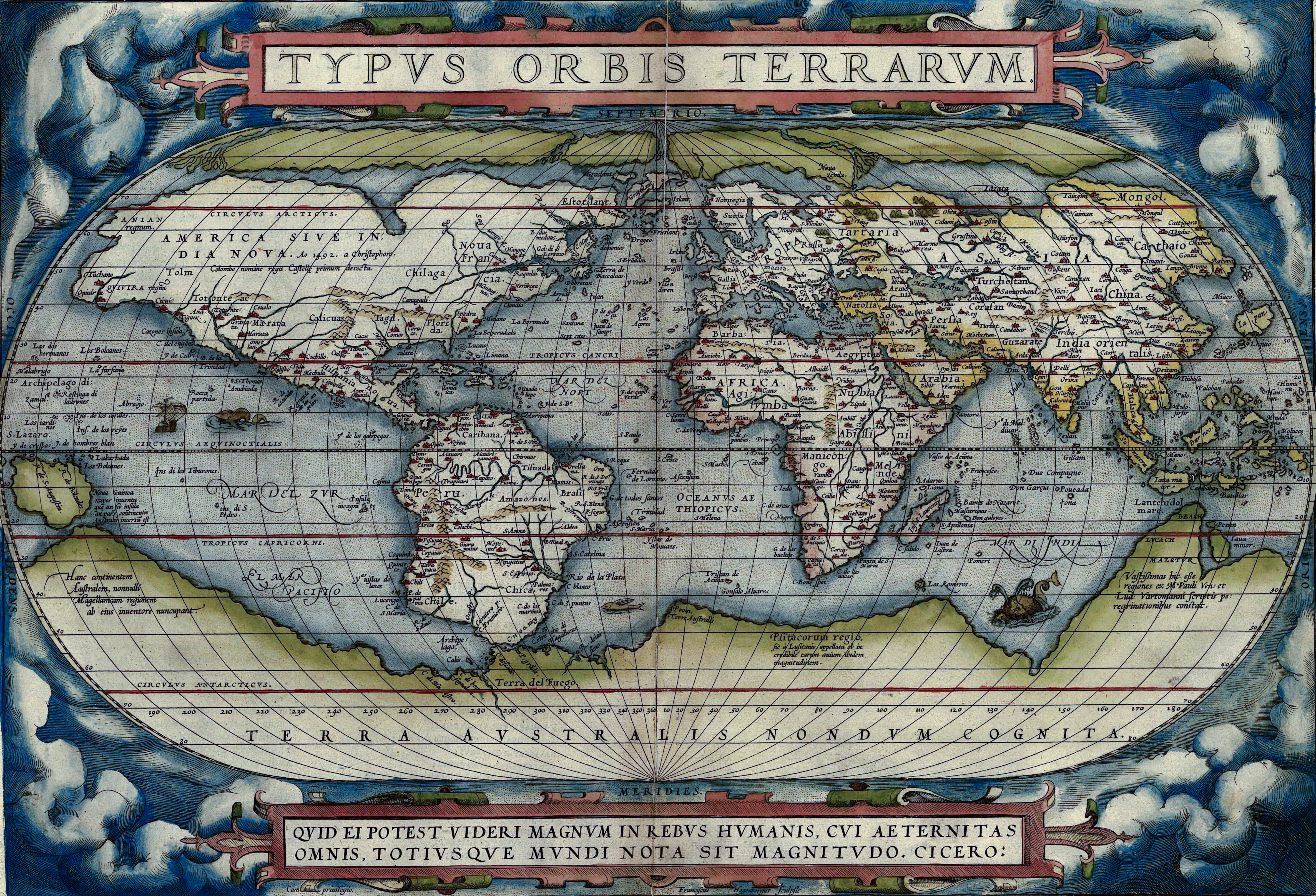
Världen 1570

Hernando de Grijalva, död 1537 nära Nya Guinea i Stilla havet. Grijalva var en sjöfarare och upptäcktsresande i spansk tjänst och betraktas som upptäckaren av Revillagigedoöarna och troligen Marakei och ytterligare öar bland Gilbertöarna.

## Grijalvas tidiga liv
Inget är känt om Grijalvas tidiga liv; han har dock mönstrat på i den spanska flottan och hamnade sedermera i de spanska besittningarna i Mexiko under Hernán Cortés. Hernando de Grijalva ska inte förväxlas med den spanske conquistadoren Juan de Grijalva.
De Grijalva deltog 1533 som befälhavare över fartyget "San Loranzo" i Diego de Becerra-expeditionen som skulle utforska Mexikos västra kust. Under resan blev han dock skild från konvojen och drev till havs söderut, där han den 21 december 1533 upptäckte en obebodd ö ca 600 km väster om den mexikanska kusten. Denna ö döpte han till Isla Santo Tomás ("Sankt Thomas", nuvarande Socorroön). Den 25 december upptäcktes ytterligare en obebodd ö, som döptes till Isla Inocentes (nuvarande San Benedicto). De Grijalva lyckades återvända till Acapulco 1534.

## Expeditionen till Stilla havet
Cortés utrustade nu De Grijalva för en ny expedition längs ekvatorn över Stilla havet då tidigare expeditioner misslyckats och försvunnit.
De Grijalva lämnade hamnstaden Paita i Peru i april 1537. Resan gick mot sydväst och han nådde sedan troligen Marakei eller möjligen Abaiang, Butaritari eller Tarawa  bland Gilbertöarna. Resan fortsatte västerut och senare nåddes troligen även Schoutenöarna  vid Nya Guinea. I dessa trakter utbryter dock myteri bland besättningen och De Grijalva dödas.

## Eftermäle
Några besättningsmän lyckades slutligen ta sig fram till Kryddöarna (nuvarande Moluckerna) där de för guvernören Galvão redogjorde för resan. De flesta anteckningar från resan hade dock försvunnit och inga upptäckter kunde säkerställas.